# Iwan Tkaczenko (funkcjonariusz)
Iwan Maksimowicz Tkaczenko (ros. Иван Максимович Ткаченко, ur. 1910 we wsi Grigorowka w obwodzie czelabińskim, zm. 30 czerwca 1955 w Czelabińsku) – funkcjonariusz radzieckich organów bezpieczeństwa, generał porucznik.

## Życiorys
Od 1924 pracował w sowchozie, a od 1927 w fabryce w Mariupolu, tokarz w warsztacie mechanicznym, 1934 ukończył technikum, a 1937 instytut metalurgiczny. Od kwietnia 1938 funkcjonariusz NKWD, 23 sierpnia 1938 mianowany porucznikiem, a 28 kwietnia 1939 starszym porucznikiem bezpieczeństwa państwowego od kwietnia 1939 do maja 1940 szef Oddziału I Zarządu Ekonomicznego NKWD, później szef Wydziału II Zarządu Bezpieczeństwa Państwowego (UGB) Ukraińskiej SRR, od 23 sierpnia 1940 do 15 kwietnia 1941 zastępca ludowego komisarza spraw wewnętrznych Ukraińskiej SRR w stopniu majora, następnie zastępca ludowego komisarza bezpieczeństwa państwowego Ukraińskiej SRR w stopniu majora bezpieczeństwa państwowego. Od 15 kwietnia do 31 lipca 1941 szef Zarządu NKGB obwodu lwowskiego, od lipca do października 1941 nominalny szef Zarządu NKWD obwodu lwowskiego (faktycznie obszar ten był wówczas zajęty przez Niemców); 20 lipca 1941 podczas ewakuacji więzienia w Humaniu na polecenie Tkaczenki funkcjonariusze NKWD rozstrzelali 767 więźniów śledczych i skazanych, ewakuowanych wcześniej z więzienia w Czortkowie. Rozkazem NKWD ZSRR z 27 sierpnia 1941 odkomenderowany do Saratowa w składzie grupy operacyjnej NKWD mającej wysiedlać Niemców nadwołżańskich, a rozkazem NKWD ZSRR z 22 września 1941 wysłany do Krasnodaru w celu przeprowadzania wysiedleń miejscowych Niemców. Od 4 października do 10 listopada 1941 szef Wydziału II Zarządu Ekonomicznego NKWD, od 10 listopada 1941 do 28 stycznia 1943 szef VII Wydziału Specjalnego NKWD - Zarządu Ekonomicznego NKWD, równocześnie od listopada 1942 do 28 stycznia 1943 zastępca szefa Wydziału Ekonomicznego NKWD, od 28 stycznia 1943 do 4 grudnia 1944 szef Zarządu NKWD Kraju Stawropolskiego. 14 lutego 1943 mianowany komisarzem bezpieczeństwa państwowego. Od 14 grudnia 1944 do 21 kwietnia 1947 pełnomocnik NKWD/NKGB/MWD/MGB w Litewskiej SRR, od 11 stycznia do 26 lutego 1945 pełnomocnik NKWD 1 Frontu Nadbałtyckiego, od 26 lutego do 29 kwietnia 1945 pełnomocnik NKWD Grupy Wojsk 3 Frontu Białoruskiego. Od 2 lipca 1945 komisarz bezpieczeństwa państwowego III rangi, od 9 lipca 1945 generał porucznik. Od 1947 pracował w systemie GPU przy Radzie Ministrów ZSRR, nadzorował prace nad radzieckim projektem atomowym, od 4 września 1948 pełnomocnik Rady Ministrów ZSRR przy Laboratorium "B" GPU przy Radzie Ministrów ZSRR. Od 17 listopada 1949 w rezerwie MWD, od 24 marca 1954 do śmierci szef Zarządu Milicji - zastępca szefa Zarządu MWD obwodu czelabińskiego.

## Odznaczenia
- Order Lenina (29 października 1949)
- Order Czerwonego Sztandaru (20 września 1943)
- Order Kutuzowa II klasy (8 marca 1944)
- Order Wojny Ojczyźnianej I klasy (8 kwietnia 1947)
- Order Czerwonego Sztandaru Pracy (dwukrotnie - 3 czerwca 1942 i 8 grudnia 1951)
- Order Czerwonej Gwiazdy (1943)
- Order „Znak Honoru” (26 kwietnia 1943)
- Odznaka "Zasłużony Funkcjonariusz NKWD" (28 maja 1941)

I 5 medali.